# Zetrahallen
Juan Antonio Samaranch Olympic Hall (fd Zetrahallen) är en olympisk sportarena i Sarajevo. Den öppnades 1982 inför olympiska vinterspelen 1984 i staden. Bredvid Zetrahallen finns fotbollsarenan Asim Ferhatović Hase-stadion, som också är en OS arena.
Byggnadsarbetet påbörjades i juni 1981 och invigdes av ordföranden för Internationella olympiska kommittén Juan Antonio Samaranch 14 februari 1982. Arenan bytte 2010 namn till Juan Antonio Samaranch Olympic Hall efter hans död. 

## Historik

### Olympisk arena
Arenan stod klar 1982, och första större evenemanget var världsmästerskapen i hastighetsåkning på skridskor 1983. Den beskrevs som en "ultramodern, kantig byggnad" med koppartak. Här spelade man ishockey och tävlade i konståkning vid olympiska vinterspelen 1984, samt höll avslutningsceremonin.
Åren 1984-1991 användes arenan för issport. Flera internationella skridskolopp hölls här, och många världsrekord noterades.

## Senare användning
Här hölls Balkan-toppmötet i juli 1999. Det blev senare idrottsarena. Hallen innehåller också ett litet museum med olympiska vinterspelen 1984 som tema.

### Förstörd
Arenan skadades svårt och förstördes nästan helt efter granatbeskjutning, bombningar och bränder av Bosnienserbernas trupper den 25 maj 1992, under Bosnienkriget. Det som blev kvar, som källaren, kom att användas som bårhus samt förvaringslager för medicin och förnödenheter. Trästolarna användes som material till likkistor för civila som dödades i kriget.

### Återuppbyggnad
Efter kriget upptäcktes att fastän byggnaden skadades svårt, stod grunden säker. I september 1997 började man återuppbygga anläggningen, med hjälp av SFOR. IOK donerade $US 11,5 miljoner till projektet, med en kostnad uppskattad till motsvarande 32 miljoner tyska mark (16,4 miljoner €). Återuppbyggnad var klar 1999.

### Fotnoter
1. ↑  "Now Bring On The Torch" Arkiverad 27 mars 2008 hämtat från the Wayback Machine. Bob Ottum, Sports Illustrated, 14 mars 1983
2. 1 2  ZOI '84 OCS
3. ↑  "A little touch of Heaven" Arkiverad 29 oktober 2010 hämtat från the Wayback Machine. B.J. Phillips, Time, 27 februari 1984
4. ↑  1984 Winter Olympics official report. Arkiverad 26 november 2011 hämtat från the Wayback Machine. pp. 71-2, 87-88, 105-8.
5. ↑  Balkans Stability Pact Summit David Taylor, SFOR Informer, 28 juli 28 1999
6. ↑  Roberts, Patrick (14 januari 2011). ”Side Order: In Sarajevo, a small museum with an Olympian message”. The Washington Post. http://www.washingtonpost.com/wp-dyn/content/article/2011/01/14/AR2011011404095.html. Läst 28 februari 2011.
7. ↑  "The Killing Ground" Arkiverad 11 februari 2009 hämtat från the Wayback Machine. William Oscar Johnson, Sports Illustrated, 14 februari 1994
8. 1 2  "Zetra returns to the future" David Taylor, SFOR Informer #57, 17 mars 1999
9. ↑  "1984: Sarajevo" Bonnie DeSimone, New York Times, 5 februari 2006
10. 1 2  "Sarajevo  2010? Collateral Damage" Arkiverad 5 februari 2009 hämtat från the Wayback Machine. Sports Illustrated, 9 april 1999
11. ↑  "Guns Now, Butter Later" Arkiverad 12 augusti 2010 hämtat från the Wayback Machine. James L. Graff, Time, July 20 1992
12. ↑  "TV SPORTS; Goodwill Games Headed for Bosnia?" Richard Sandomir, New York Times, 7 juli 1999
13. ↑  "Sarajevo's Olympic Seats Are Now Coffin Boards" Arkiverad 24 september 2012 hämtat från the Wayback Machine. Mark Milstein, London Observer news service, August 5 1993